# Red Tornado
Red Tornado, amerikansk superhjälte från DC Comics som förekommit i två olika versioner. Den första var en skämtsam superhjälteparodi av Sheldon Mayer på 1940-talet. Den andra var en android som blev en bifigur i serierna Justice Society och Justice League under 1970-talet. 

## Krafter
Red tornado har övermänsklig styrka. Kan lyfta många ton. Och stark nog att ta en missil och ingen blir skadad. Red tornado har också en förmåga att skapa tornado vind.
Båda versionerna lever fortfarande kvar i DC:s superhjälteuniversum.
Den modernare Red Tornado har gått under namnet Röda Tornadon i Sverige.